# Malkapur, Bidar
Malkapur là một làng thuộc tehsil Bidar, huyện Bidar, bang Karnataka, Ấn Độ.